# 858 El Djezaïr
A 858 El Djezaïr (ideiglenes jelöléssel 1916 a) a Naprendszer kisbolygóövében található aszteroida. Frédéric Sy fedezte fel 1916. május 26-án.